# Szeberényi János (orvos)
Szeberényi János Zsigmond (Békéscsaba, 1896. május 16. – Békéscsaba, 1961. november 26.) magyar belgyógyász, körzeti orvos.

## Életpályája
Szeberényi Lajos Zsigmond (1859–1941) evangélikus lelkész és Fürst Paula fiaként született. 1914-ben a Békéscsabai Ágostai Hitvallású Evangélikus Rudolf Főgimnáziumban érettségizett. Ugyanezen év szeptemberétől a Budapesti Tudományegyetem Orvostudományi Karának hallgatója lett. Az első világháború miatt félbeszakította tanulmányait; az orosz és a szerb fronton szolgált. 1918-ban folytatta az egyetemet. A román megszállás alatt 1919-ben négy hónapot Krassóban töltött fogságban. 1921. június 25-én avatták orvosdoktorrá. 1921. november 1-től 1923. augusztus 31-ig az I. sz. Belklinika díjtalan gyakornoka volt. Ezután szülővárosában telepedett le, ahol magángyakorlatot folytatott. 1925-től a Munkás Biztosító Pénztár körzeti kezelőorvosa lett. 1928. január 16-án Békéscsaba képviselőtestülete kerületi orvosnak választotta. 1936-ban kinevezték városi orvosnak.
1945-től az Országos Társadalombiztosító Intézet körzeti orvosi munkája mellett ellátta a rendelőintézet belgyógyász szakorvosi teendőit is.

### Családja
Felesége Nánássy Sára (1910–1994) volt, Nánássy Andor bankigazgató és Koczogh Mária lánya, akivel 1931. december 17-én Budapesten, a Terézvárosban kötött házasságot. Fiuk dr. Szeberényi Szabolcs (1937–2022) c. egyetemi tanár, a biológiai tudomány kandidátusa.

## Művei
- A duodenalis bennek urobilintartalmáról. Ernst Zoltánnal. (Magyar Orvosi Archivum, 1924, 25.)